# Teoria geométrica de grupos
A teoria geométrica de grupos é uma área da matemática dedicada ao estudo dos grupos finitamente gerados por meio da exploração das conexões entre as propriedades algébricas de tais grupos e as propriedades topológicas e geométricas de espaços nos quais estes grupos agem (isto é, quando os grupos em questão são realizados como simetrias geométricas ou transformações contínuas de certos espaços).